# Dacia Kiszyniów
Dacia Kiszyniów (rum. Fotbal Club Dacia Chișinău) – mołdawski klub piłkarski z siedzibą w Kiszyniowie, stolicy Mołdawii.

## Historia
Drużyna piłkarska Dacia została założona 12 listopada 1999 w mieście Kiszyniów. 
W sezonie 2001/01 klub startował w Divizia A, a w następnym sezonie zajął pierwsze miejsce i zdobył awans do pierwszej ligi. W sezonie 2003/04 debiutował w Divizia Națională, w której występuje do dziś.
W sezonie 2010/2011 na dwie kolejki przed końcem rozgrywek Dacia zapewniła sobie pierwsze w historii mistrzostwo Mołdawii.

## Sukcesy
- mistrzostwo Mołdawii: 2010/2011
- 2. miejsce w Divizia Națională: 2007/08, 2008/09, 2011/12, 2012/13
- 3. miejsce w Divizia Națională: 2004/05
- finalista Pucharu Mołdawii: 2005, 2009, 2010, 2015
- Superpuchar: 2011

## Europejskie puchary
Legenda do wszystkich tabel:
- Q – runda eliminacyjna, 1/16, 1/8, 1/4, 1/2 – odpowiednia faza rozgrywek, Grupa – runda grupowa, 1r gr – pierwsza runda grupowa, 2r gr – druga runda grupowa, F – finał, R – runda, PO – play-off
- k. – rzuty karne, los. – losowanie, Dogr. – dogrywka, w. – zasada bramek strzelonych na wyjeździe

| Sezon   | Rozgrywki        | Runda | Klub               | Dom | Wyjazd | Ogólnie     |
| ------- | ---------------- | ----- | ------------------ | --- | ------ | ----------- |
| 2003    | Puchar Intertoto | 1R    | GÍ Gøta            | 1–0 | 4–1    | 5–1         |
| 2003    | Puchar Intertoto | 2R    | Partizani Tirana   | 2–0 | 3–0    | 5–0         |
| 2003    | Puchar Intertoto | 3R    | FC Schalke 04      | 1–2 | 0–1    | 1–3         |
| 2005/06 | Puchar UEFA      | 1Q    | Vaduz              | 0–2 | 1–0    | 1–2         |
| 2007    | Puchar Intertoto | 1R    | Bakı FK            | 1–1 | 1–1    | 2–2, k: 3–1 |
| 2007    | Puchar Intertoto | 2R    | St. Gallen         | 0–1 | 1–0    | 1–1, k: 3–0 |
| 2007    | Puchar Intertoto | 3R    | Hamburg            | 1–1 | 0–4    | 1–5         |
| 2008/09 | Puchar UEFA      | 1Q    | Borac Cacak        | 1–1 | 1–3    | 2–4         |
| 2009/10 | Liga Europy      | 2Q    | MŠK Žilina         | 0–2 | 0–1    | 0–3         |
| 2010/11 | Liga Europy      | 1Q    | FK Zeta            | 0–0 | 1–1    | 1–1, w.     |
| 2010/11 | Liga Europy      | 2Q    | Kalmar FF          | 0–2 | 0–0    | 0–2         |
| 2011/12 | Liga Mistrzów    | 2Q    | Zestaponi          | 2–0 | 0–3    | 2–3         |
| 2012/13 | Liga Europy      | 1Q    | Celje              | 1–0 | 1–0    | 2–0         |
| 2012/13 | Liga Europy      | 2Q    | IF Elfsborg        | 1–0 | 0–2    | 1–2         |
| 2013/14 | Liga Europy      | 1Q    | Teuta Durrës       | 2–0 | 1–3    | 3–3, w.     |
| 2013/14 | Liga Europy      | 2Q    | Czornomoreć Odessa | 2–1 | 0–2    | 2–3         |
| 2015/16 | Liga Europy      | 1Q    | Renowa             | 4–1 | 1–0    | 5–1         |
| 2015/16 | Liga Europy      | 2Q    | MŠK Žilina         | 1–2 | 2–4    | 3–6         |
| 2016/17 | Liga Europy      | 1Q    | Kəpəz Gəncə        | 0–1 | 0–0    | 0–1         |
| 2017/18 | Liga Europy      | 1Q    | Shkëndija Tetowo   | 0–4 | 0–3    | 0–7         |